# Acid sulfamic
Axit sulfamic, các tên khác: axit amidosulfonic, axit amidosulfuric, axit aminosulfonic, và axit sulfamidic, là một hợp chất với công thức hóa học H3NSO3. Hợp chất không màu, hòa tan trong nước này có nhiều ứng dụng. Axit sulfamic nóng chảy ở 205 °C trước khi phân hủy ở nhiệt độ cao hơn thành H2O, SO3, SO2, và N2.
Axit sulfamic (H3NSO3) có thể được coi là một hợp chất trung gian giữa axit sulfuric (H2SO4) và sulfamide (H4N2SO2), thay thế một nhóm –OH với một nhóm –NH2 theo từng bước. Phép thế này không thể thực hiện tiếp mà không phải bẻ gãy nhóm –SO2. Sulfamat(e) là các dẫn xuất của axit sulfamic.

## Sản xuất
Axit sulfamic được sản xuất công nghiệp thông qua phản ứng giữa urê với hỗn hợp lưu huỳnh trioxit và axit sulfuric (oleum). Phản ứng xảy ra theo hai bước:
OC(NH2)2 + SO3  →  OC(NH2)(NHSO3H)
OC(NH2)(NHSO3H) + H2SO4  →  CO2 + 2 H3NSO3
Phương pháp này đã sản xuất ra khoảng 96,000 tấn axit sulfamic trong năm 1995.

## Ứng dụng
Axit sulfamic chủ yếu dùng làm tiền chất của các hợp chất nếm có vị ngọt. Phản ứng với xyclohexylamin sau đó bổ sung NaOH tạo thành C6H11NHSO3Na, natri cyclamat. Các hợp chất liên quan cũng là chất làm ngọt, xem kali acesulfamat.
Các muối sulfamat đã được sử dụng trong việc thiết kế nhiều loại thuốc trị liệu như kháng sinh, chất ức chế men sao chép ngược nucleoside/nucleotide của HIV, chất ức chế protease HIV (PIs), chất chống ung thư (steroid sulfatase và chất ức chế anhydrase carbonic), thuốc chống động kinh, và thuốc giảm cân.